# Macrocera parcehirsuta
Macrocera parcehirsuta is een muggensoort uit de familie van de Keroplatidae. De wetenschappelijke naam van de soort is voor het eerst geldig gepubliceerd in 1907 door Becker.